# Nauru na Mistrzostwach Świata w Lekkoatletyce 1987
Nauru na Mistrzostwach Świata w Lekkoatletyce 1987 reprezentowało dwoje zawodników (kobieta i mężczyzna). 
Był to drugi start reprezentacji Nauru na Mistrzostwach Świata w Lekkoatletyce (poprzedni start miał miejsce w 1983 r.).

## Występy reprezentantów Nauru

### Mężczyźni
Podczas tych mistrzostw Rick Hiram wziął udział w rywalizacji sprinterów w biegu na 100 metrów. Eliminacje rozpoczęły się 29 sierpnia 1987 roku. Nauruańczyk startował w przedostatnim, szóstym biegu eliminacyjnym. Podczas tego biegu wiatr był bardzo korzystny; jego siła wyniosła 1,5 metra na sekundę. Z wynikiem 11,37 zajął przedostatnie, 7. miejsce, a w łącznej klasyfikacji pierwszej rundy zajął 48 miejsce na 56 startujących sprinterów. Zwycięzcą szóstego biegu eliminacyjnego, jak i całych zawodów, został Carl Lewis ze Stanów Zjednoczonych.
| Konkurencja   | Zawodnik   | Eliminacje | Eliminacje | Półfinał      | Półfinał      | Finał         | Finał         |               |
| Konkurencja   | Zawodnik   | Rezultat   | Pozycja    | Rezultat      | Pozycja       | Rezultat      | Pozycja       |               |
| ------------- | ---------- | ---------- | ---------- | ------------- | ------------- | ------------- | ------------- | ------------- |
| Bieg na 100 m | Rick Hiram | 11,37      | 7          | Nie awansował | Nie awansował | Nie awansował | Nie awansował | Nie awansował |

### Kobiety
Jako druga podczas mistrzostw wystąpiła Denise Ephraim, która wzięła udział w rywalizacji sprinterek w biegu na 100 metrów. Eliminacje rozpoczęły się 29 sierpnia roku. Nauruańska sprinterka startowała w trzecim biegu eliminacyjnym. Podczas tego biegu wiatr był korzystny; jego siła wyniosła 1 metr na sekundę. Z wynikiem 13,69 zajęła przedostatnie, 7. miejsce, a w łącznej klasyfikacji pierwszej rundy 49 miejsce na 56 startujących sprinterek. Zwyciężczynią całych zawodów, została Silke Gladisch z NRD.
| Konkurencja   | Zawodniczka    | Eliminacje | Eliminacje | Półfinał       | Półfinał       | Finał          | Finał          |                |
| Konkurencja   | Zawodniczka    | Rezultat   | Pozycja    | Rezultat       | Pozycja        | Rezultat       | Pozycja        |                |
| ------------- | -------------- | ---------- | ---------- | -------------- | -------------- | -------------- | -------------- | -------------- |
| Bieg na 100 m | Denise Ephraim | 13,69      | 7          | Nie awansowała | Nie awansowała | Nie awansowała | Nie awansowała | Nie awansowała |